# Wielki układ (film)
Wielki układ – polski film obyczajowy z 1976 roku na podstawie noweli Zbigniewa Kubikowskiego pod tym samym tytułem.

## Obsada aktorska
- Leonard Pietraszak – Marek Kołodziejski
- Małgorzata Braunek – Marta Nowicka, żona Stefana
- Joanna Jędryka – Teresa, żona Jacka
- Zygmunt Malanowicz – Janicki
- Janusz Zakrzeński – Józef, dyrektor przedsiębiorstwa
- Maria Klejdysz – Maria, matka Kołodziejskiego
- Jadwiga Kuryluk – ciotka Kołodziejskiego
- Andrzej Chrzanowski – Stefan Nowicki
- Andrzej Szalawski – Piotr, ojciec Kołodziejskiego
- Stanisław Wyszyński – Jacek
- Cezary Kussyk – Cześniak, następca Janickiego
- Anna Koławska – Wanda, żona Janickiego

## Fabuła
Inżynier Marek Kołodziejski po piętnastu latach wraca do swojej rodzinnej miejscowości, by pomóc dawnemu koledze z pracy. W rzeczywistości Marek ma inny cel. Piętnaście lat temu został wyrzucony z pracy przez zespół za przywłaszczenie autorstwa wspólnego projektu. Co prawda zwolnienie pomogło mu w karierze, ale postanawia się zemścić.